# Nederlands Hervormde kerk (Burgerbrug)
Nederlands Hervormde kerk is een kerk uit 1850 in het Noord-Hollandse dorp Burgerbrug. Het vermoedelijk door Waterstaatsopzichter Hermanus Hendrik Dansdorp ontworpen zaalkerkje, gelegen aan de Burgerweg, is bekroond met een houten torentje. Het torentje is voorzien van galmgaten en er hangt een klok. Het mechanisch uurwerk is gemaakt door J.D. Odobey Cadet en stamt uit 1850. Initieel bezat het uurwerk alleen een urenwijzer. In de oorlog kwam hier een minutenwijzer bij.
Het interieur van de kerk is gedeeltelijk ouder dan de kerk zelf. In de kerk bevinden zich een 17e-eeuwse preekstoel met doophek, doopboog, doopbekkenhouder en drie kronen. Het orgel is een drukwindharmonium en stamt uit 1882. Zij is gebouwd door gebouwd is door firma C. Kettner.
Sinds 1978 staat de kerk als rijksmonument ingeschreven in het monumentenregister. Het kerkgebouw is in 1984 gerestaureerd en raakte hierna in gebruik als cultureel centrum.

## Foto's

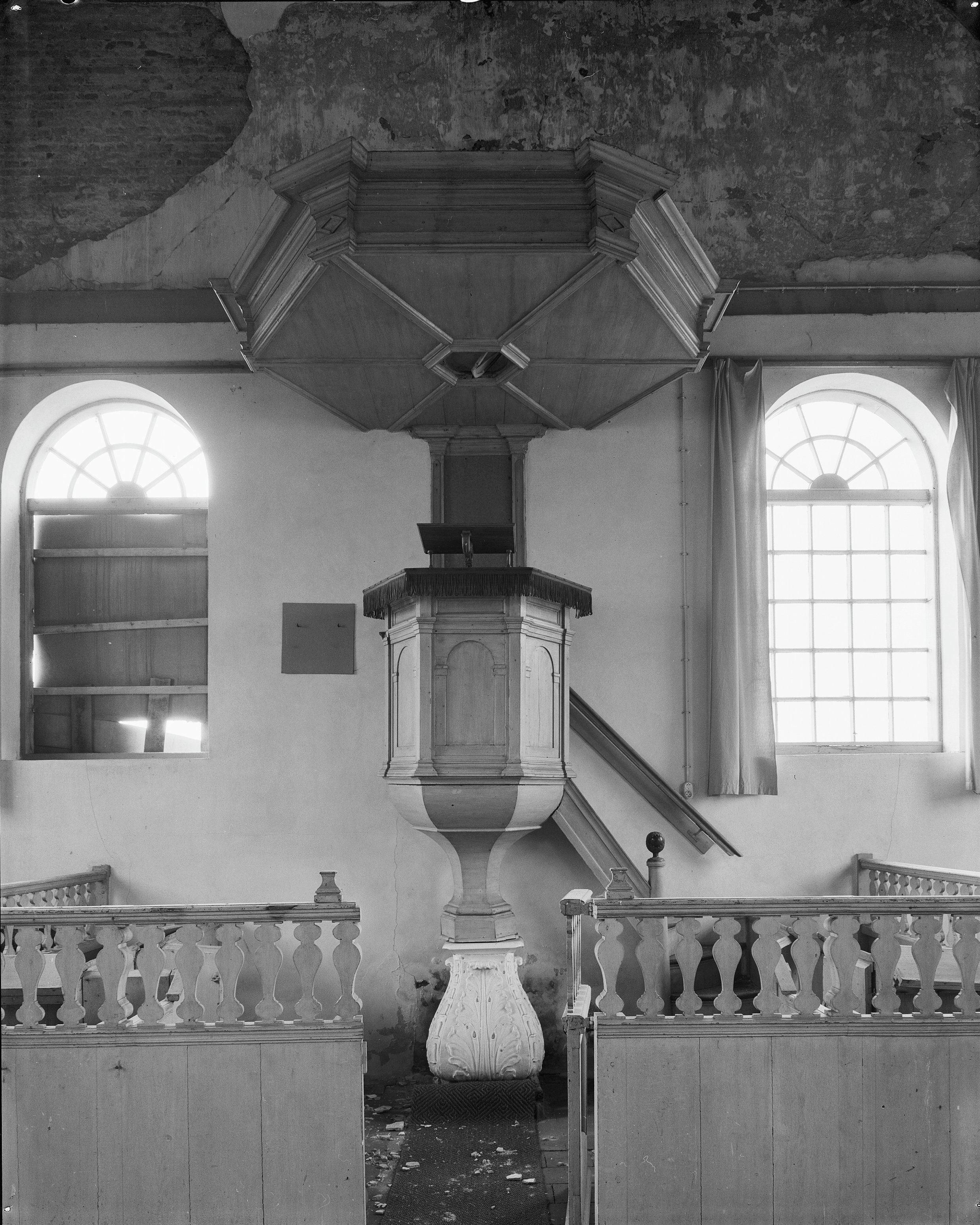
Preekstoel
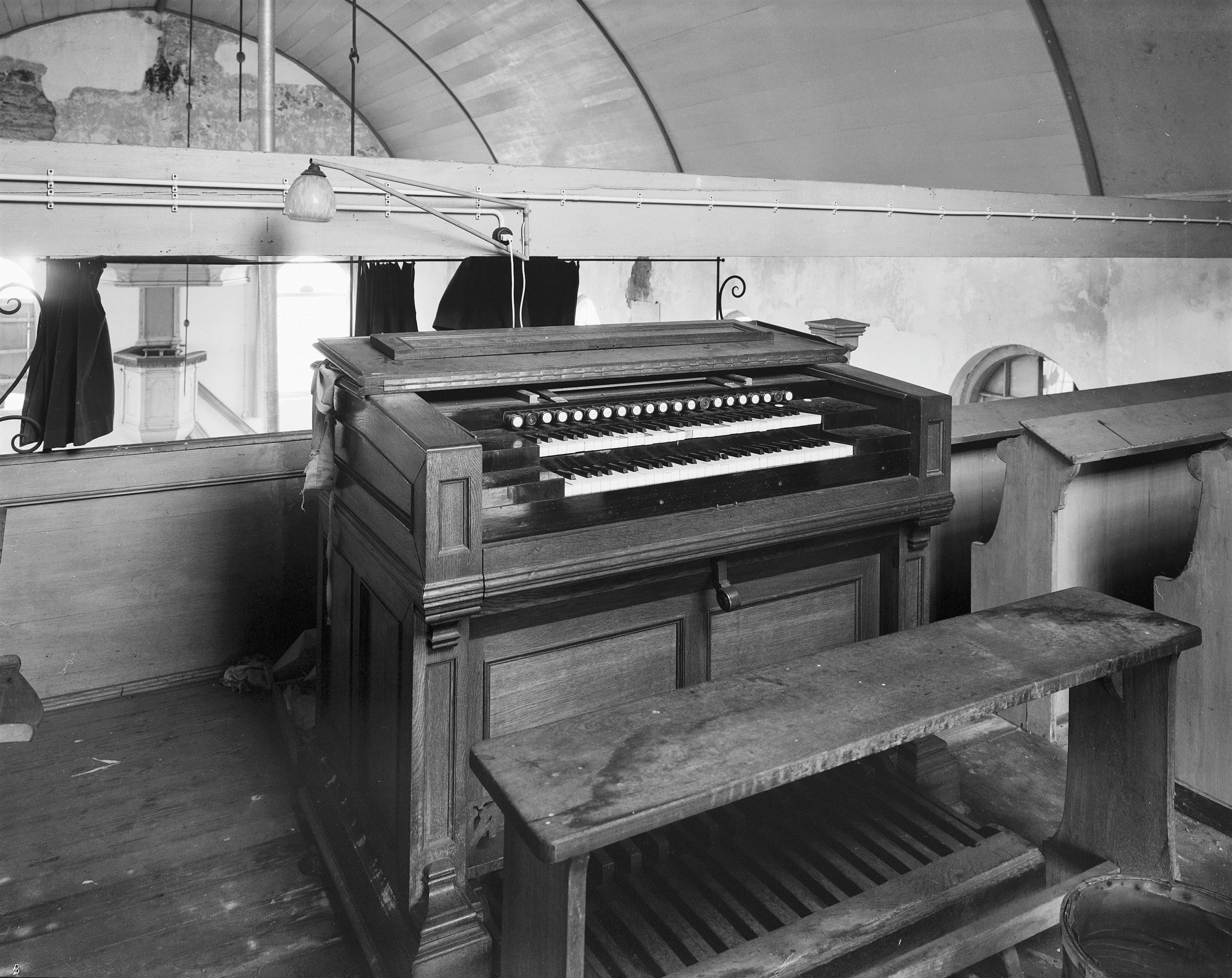
Orgel
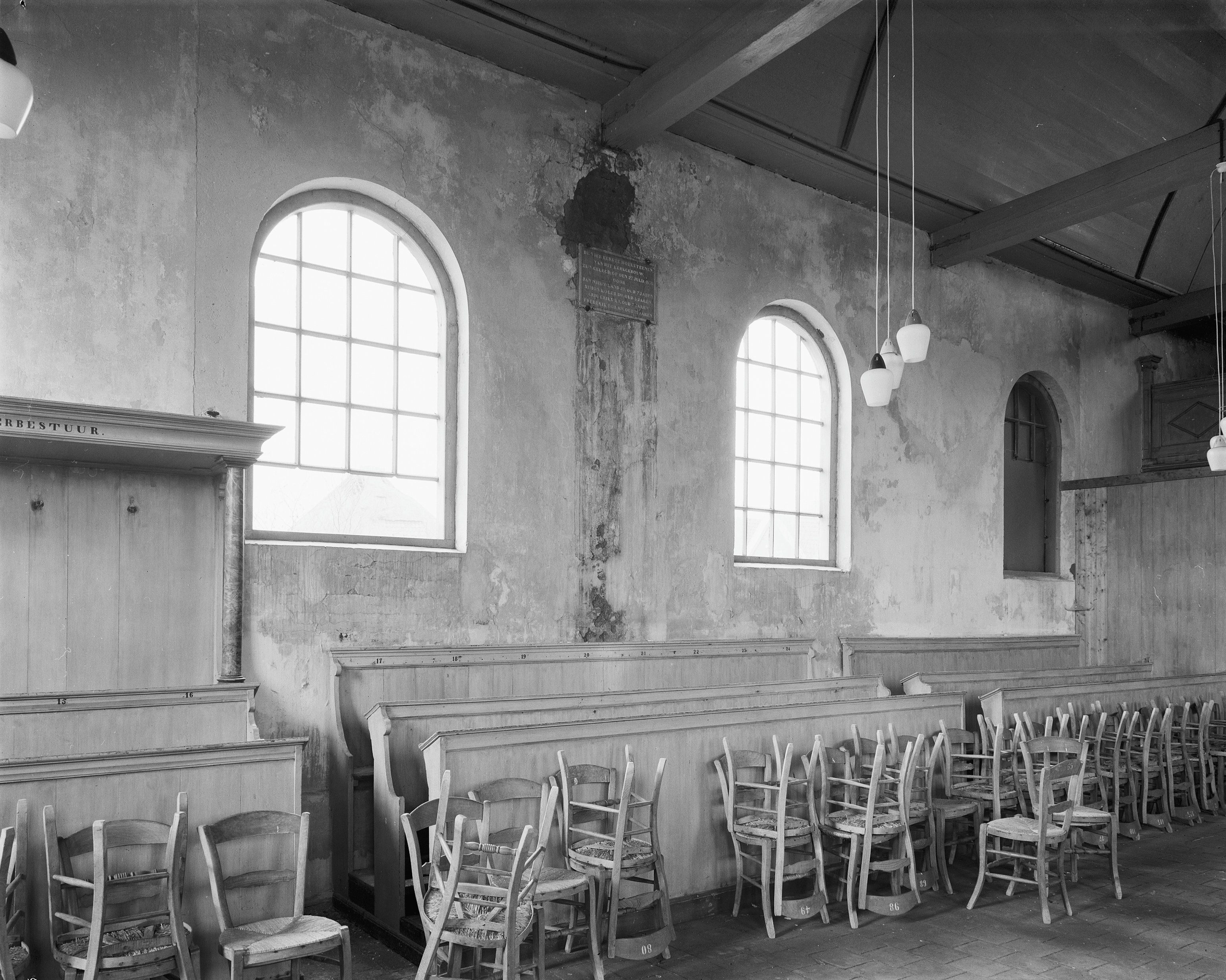
Kerkbanken
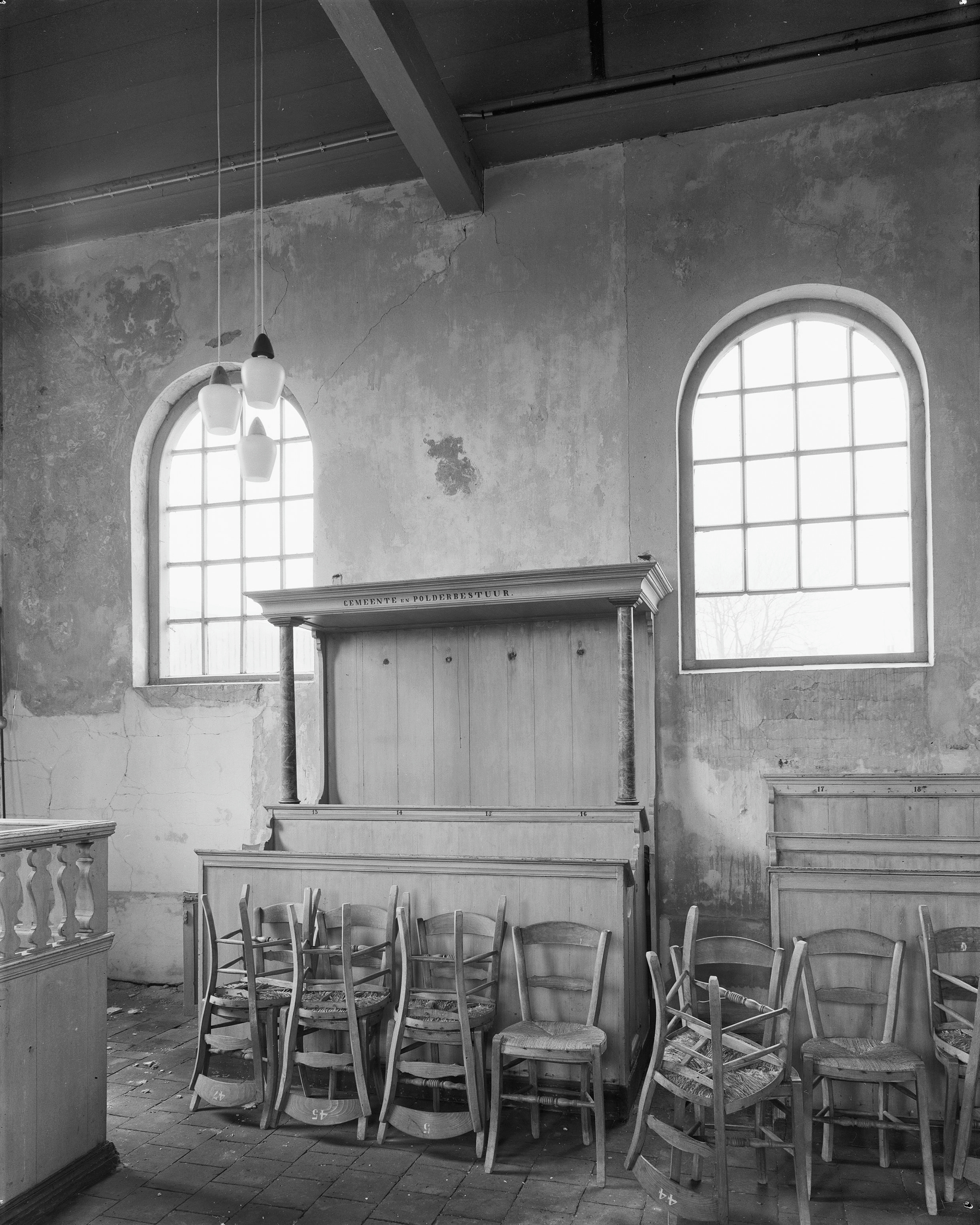
Herenbank